# Cercando Alaska (miniserie televisiva)
Cercando Alaska (Looking for Alaska) è una miniserie televisiva statunitense creata da Josh Schwartz. Basata sull'omonimo romanzo del 2005 di John Green. Dopo che un adattamento cinematografico è stato ripetutamente rinviato alla Paramount Pictures, Hulu ultimò un accordo e ordinò una miniserie di otto puntate. La serie è stata distribuita su Hulu il 18 ottobre 2019. In Italia è stata trasmessa dal 27 maggio 2020 al 17 giugno 2020 su Sky Atlantic.
Il primo trailer è stato pubblicato il 26 luglio 2019.

## Trama
La serie racconta la storia e la vita di un gruppo di studenti della Culver Creek, prestigiosa scuola alla quale la maggior parte di loro ha avuto accesso solo grazie a borse di studio. I protagonisti sono Miles Halter, soprannominato Pancho per la sua magrezza, Chip Martin soprannominato il Colonnello, Takumi, uno studente di origine giapponese e l'esplosiva e imprevedibile Alaska Young.
I ragazzi svolgono una normale vita studentesca in un ambiente scolastico non privo di regole, che spesso infrangono mediante scherzi ben architettati ai danni di un gruppo di studenti particolarmente ricchi, denominato i "Settimana breve", che risponde sempre al tiro. Tra tutti gli studenti della Culver Creek, vige una sola regola: non fare la spia.
Miles Halter è perdutamente innamorato di Alaska tanto che cercherà in ogni modo di conquistarla, anche quando la ragazza diverrà la pecora nera della scuola per aver fatto la spia al signor Starnes, preside della scuola e denominato l’Aquila, su una coppia che stava contravvenendo al regolamento scolastico bevendo alcolici, fumando e facendo sesso. Il ragazzo e la ragazza, che fanno parte dei "Settimana breve" vengono espulsi e il resto del gruppo per vendetta inonda la camera di Alaska, rovinando la sua biblioteca. In risposta il Colonnello escogita un terribile scherzo ai loro danni, coinvolgendo gli amici, ma viene scoperto e rischia l’espulsione.
Per alleviare la tristezza, tutti si ubriacano nell'ultima notte della sua permanenza nella scuola. Alaska e Miles si baciano, ma ad un certo punto lei si alza, esce per rispondere ad una telefonata ed una volta rientrata, dopo avere svegliato il Colonnello, convince i due ad aprirle il cancello e fugge via in auto, per scontrarsi, poco dopo, con un'auto della polizia. Le indagini concludono che si tratta di un suicidio e gli amici, dopo varie ricerche, scoprono che Alaska era scappata via perché la telefonata ricevuta le aveva fatto capire di aver dimenticato l’anniversario della morte di sua madre, giorni in cui lei era solita andarne a visitare la tomba.

## Puntate
| nº | Titolo originale                  | Titolo italiano                                               | Pubblicazione USA | Prima TV Italia |
| -- | --------------------------------- | ------------------------------------------------------------- | ----------------- | --------------- |
| 1  | Famous Last Words                 | Le ultime parole famose                                       | 18 ottobre 2019   | 27 maggio 2020  |
| 2  | Tell Them I Said Something...     | Raccontate che ho detto qualcosa...                           | 18 ottobre 2019   | 27 maggio 2020  |
| 3  | I've Never Felt Better...         | Non potrebbero colpire neanche un elefante da quella distanza | 18 ottobre 2019   | 3 giugno 2020   |
| 4  | The Nourishment Is Palatable      | Delizioso e alquanto abbondante                               | 18 ottobre 2019   | 3 giugno 2020   |
| 5  | I'll Show You That It Won't Shoot | Vi dimostrerò che non spara                                   | 18 ottobre 2019   | 10 giugno 2020  |
| 6  | We Are All Going                  | Ce ne andremo tutti                                           | 18 ottobre 2019   | 10 giugno 2020  |
| 7  | Now Comes The Mystery             | Ora arriva il mistero                                         | 18 ottobre 2019   | 17 giugno 2020  |
| 8  | It's Very Beautiful Over There    | Com'è bello laggiù                                            | 18 ottobre 2019   | 17 giugno 2020  |

## Personaggi e interpreti

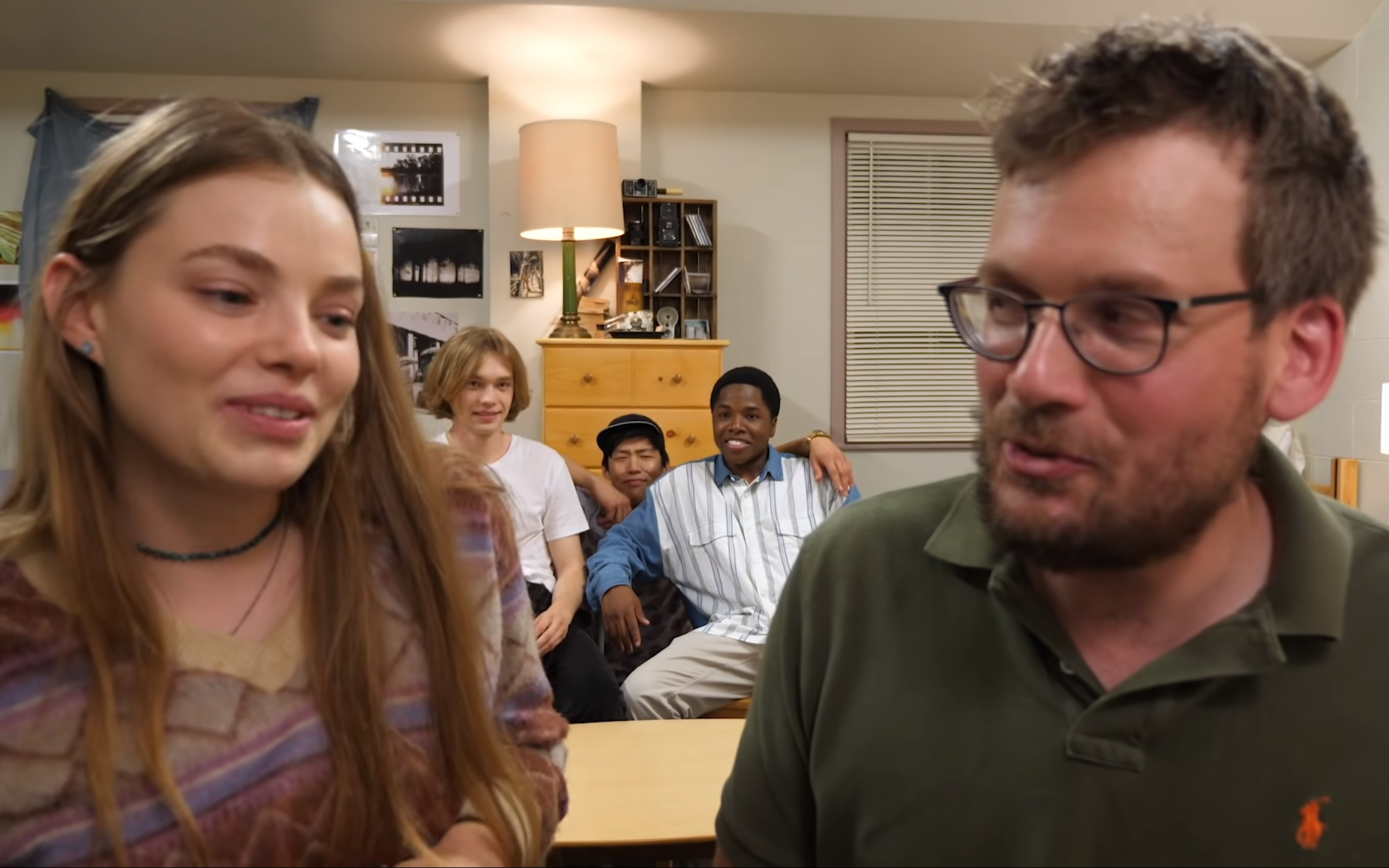
Cast e autore (da sinistra a destra): Kristine Froseth, Charlie Plummer, Jay Lee, Denny Love e John Green su Vlogbrothers nel 2019

### Principali
- Miles "Pancho" Halter, interpretato da Charlie Plummer, doppiato da Manuel Meli.
Nuovo studente alla Culver Creek Academy da Orlando, Florida. È un ragazzo molto timido e impacciato, intelligente e colto ma soprattutto appassionato di biografie di personaggi famosi di cui conosce principalmente le ultime parole prima di morire. Si reca alla Culver Creek alla ricerca del "grande forse", frase contenuta nelle ultime parole pronunciate dallo scrittore François Rabelais.
- Alaska Young, interpretata da Kristine Froseth, doppiata da Emanuela Ionica.
Ragazza dal carattere e dagli atteggiamenti singolari, appassionata di lettura e con un passato tormentato dalla morte della madre e dai disaccordi col padre. Alaska è ossessionata da quella che lei definisce "la biblioteca della mia vita" ovvero un'enorme quantità di libri acquistati ai mercatini delle pulci e soprattutto da Il generale nel suo labirinto di Gabriel García Márquez.
- Chip "il Colonnello" Martin, interpretato da Denny Love, doppiato da Alessandro Campaiola.
Compagno di stanza di Miles e suo amico. È un ragazzo molto intelligente e furbo, fidanzato con Sara, una ragazza ricca. È afroamericano e molto povero, vive con la madre in un campo di roulotte e non è accettato dalla famiglia della sua ragazza sia per il colore della sua pelle che per il suo status sociale. Il suo soprannome deriva dalla sua abilità nel dirigere i grandi scherzi che mette in atto con i suoi compagni.
- Takumi Hikohito, interpretato da Jay Lee, doppiato da Alessio Puccio.
Amico di Alaska e Chip. Sempre informato su ogni avvenimento e ogni pettegolezzo o informazione che circola nel campus, oltre che un grande esperto di informatica.
- Lara Buterskaya, interpretata da Sofia Vassilieva, doppiata da Margherita De Risi.
Ragazza rumena, amica di Alaska, la quale le organizza un appuntamento con Miles.
- Sara, interpretata da Landry Bender, doppiata da Roisin Nicosia.
Fidanzata di Chip e membro dei "settimana breve".
- Longwell Chase, interpretato da Uriah Shelton, doppiato da Andrea Di Maggio.
Uno dei ragazzi benestanti conosciuti come "settimana breve", essendo in grado di tornare a casa ogni fine settimana.
- Kevin, interpretato da Jordan Connor, doppiato da Federico Campaiola.
Membro dei "settimana breve".
- Sig. Starnes "l’Aquila", interpretato da Timothy Simons, doppiato da Carlo Scipioni.
Supervisore della Culver Creek Academy.
- Dott. Hyde, interpretato da Ron Cephas Jones, doppiato da Giovanni Petrucci.
Anziano insegnante di religione alla Culver Creek Academy.

### Ricorrenti
- Marya, interpretata da Meg Wright, doppiata Fabiola Bittarello.
Ex compagna di stanza di Alaska e sua amica.
- Madame O'Malley, interpretata da Lucy Faust, doppiata da Antilena Nicolizas.
Insegnante di francese alla Culver Creek Academy.
- Jake, interpretato da Henry Zaga, doppiato da Davide Albano.
Studente di college e fidanzato di Alaska.
- Dolores Martin, interpretata da Deneen Tyler, doppiata da Alessandra Cassioli.
Madre single di Chip.